# Совраж
Совраж — река в России, протекает в Лузском районе Кировской области. Устье реки находится в 23 км по правому берегу реки Вонил. Длина реки составляет 10 км.
Исток реки в болотах в 11 км к юго-востоку от деревни Годово. Генеральное направление течения — юг. Всё течение проходит по ненаселённому таёжному массиву.

## Данные водного реестра
По данным государственного водного реестра России и геоинформационной системы водохозяйственного районирования территории РФ, подготовленной Федеральным агентством водных ресурсов:
- Бассейновый округ — Двинско-Печорский
- Речной бассейн — Северная Двина
- Речной подбассейн — Малая Северная Двина
- Водохозяйственный участок — Юг
- Код водного объекта — 03020100212103000012693